# MJ-Gewinde
Das MJ-Gewinde (ISO 5855) ist ein übliches Spitzgewinde, welches in der Luft- und Raumfahrt besonderen Einzug gefunden hat und dort einen Standard für Gewinde darstellt. Es ist eine Modifikation des metrischen ISO-Gewindes (siehe DIN 13).
Durch eine größere Abflachung des Gewindekerns (0,3124×H statt 0,25×H bei DIN 13) ist ein größerer Radius im Gewindekern möglich (R = 0,18442 × P). Dies hat zur Folge, dass aufgrund der geringeren Kerbwirkung eine vom Werkstoff abhängige höhere Dauerfestigkeit ermöglicht wird.